# Бевацизумаб
Бевацизумаб (торговые наименования: Авастин, Авегра, Б-Маб) — противоопухолевое лекарственное средство. Представляет собой рекомбинантные гиперхимерные (гуманизированные, приближенные к человеческим) моноклональные IgG1 антитела, которые селективно связываются и ингибируют биологическую активность фактора роста эндотелия сосудов (VEGF) in vitro и in vivo. Получают по технологии рекомбинантной ДНК в системе для экспрессии, представленной клетками яичников китайского хомячка. Состоит из двух тяжелых и двух легких цепей, молекулярный вес около 149 kDa.
Биоаналоги: 2017 - bevacizumab-awwb(Mvasi), 2019 - bevacizumab-bvzr (Zirabev).

## История
Лекарство было создано на основе исследований фактора роста эндотелия сосудов Наполеоном Феррарой.

## Фармакологическое действие
Селективно связываясь с биологически активным фактором роста эндотелия сосудов, нейтрализует его. Ингибирует его связывание с рецепторами на поверхности эндотелиальных клеток, что приводит к снижению васкуляризации опухоли и угнетению её роста. Подавляет метастатическое прогрессирование заболевания и снижает микрососудистую проницаемость при различных опухолях человека, включая рак ободочной кишки, молочной железы, поджелудочной железы и предстательной железы.

## Фармакокинетика
При внутривенном введении бевацизумаба в диапазоне доз от 1 и до 10 мг/кг в течение 90 мин фармакокинетика линейна. При введении 1 раз в неделю, каждые 2 или 3 нед в дозах от 1 до 10 мг/кг объём распределения — 2.66 л и 3.25 л у женщин и мужчин соответственно. Метаболизм аналогичен метаболизму природной IgG молекулы. Клиренс — 0.207 л/сут у женщин и 0.262 л/сут — у мужчин. Объём распределения и клиренс соответствуют начальному T½ — 1.4 дней и конечному T1/2 — 20 и 19 дней у женщин и мужчин соответственно, что соответствует конечному T1/2 человеческого эндогенного IgG — 18-23 дней. После коррекции дозы с учётом массы тела клиренс бевацизумаба у мужчин выше на 26 %, чем у женщин. При гипоальбуминемии (менее 29 г/дл) и повышении активности щелочной фосфатазы (более 484 ЕД/л) клиренс бевацизумаба на 20 % выше.

## Показания
Метастатический колоректальный рак: в комбинации с химиотерапией на основе производных фторпиримидина.
Местно-рецидивирующий или метастатический рак молочной железы: в качестве первой линии терапии в комбинации с паклитакселом.
Распространенный неоперабельный, метастатический или рецидивирующий неплоскоклеточный немелкоклеточный рак легкого:
- в качестве первой линии терапии дополнительно к химиотерапии на основе препаратов платины;
- в качестве первой линии терапии при распространённом неоперабельном, метастатическом или рецидивирующем неплоскоклеточном немелкоклеточном раке лёгкого с активирующими мутациями в гене EGFR (рецептор эпидермального фактора роста) в комбинации с эрлотинибом.

Распространенный и/или метастатический почечно-клеточный рак: в качестве первой линии терапии в комбинации с интерфероном альфа-2а.
Глиобластома (глиома IV степени злокачественности по классификации Всемирной организации здравоохранения (ВОЗ)):
- в комбинации с лучевой терапией и темозоломидом у пациентов с впервые диагностированной глиобластомой;
- в монотерапии или в комбинации с иринотеканом при рецидиве глиобластомы или прогрессировании заболевания.

Эпителиальный рак яичника, маточной трубы и первичный рак брюшины:
- в качестве первой линии терапии в комбинации с карбоплатином и паклитакселом при распространенном (IIIB, IIIC и IV стадии по классификации Международной федерации акушеров-гинекологов (FIGO)) эпителиальном раке яичника, маточной трубы и первичном раке брюшины;
- в комбинации с карбоплатином и гемцитабином при рецидивирующем, чувствительном к препаратам платины эпителиальном раке яичника, маточной трубы и первичном раке брюшины у пациентов, ранее не получавших терапию бевацизумабом или другими ингибиторами VEGF;
- в комбинации с паклитакселом, или топотеканом, или пегилированным липосомальным доксорубицином при рецидивирующем, резистентном к препаратам платины эпителиальном раке яичника, маточной трубы и первичном раке брюшины у пациентов, получивших ранее не более двух режимов химиотерапии.

Персистирующий, рецидивирующий или метастатический рак шейки матки: в комбинации с паклитакселом и цисплатином или паклитакселом и топотеканом.

## Противопоказания
Гиперчувствительность, метастазы в центральной нервной системе, почечная и/или печеночная недостаточность, беременность, период лактации, детский возраст.

### C осторожностью
Артериальная гипертензия, артериальная тромбоэмболия в анамнезе, пожилой возраст (старше 65 лет), заживление ран, кровотечения, перфорация желудочно-кишечного тракта.

## Режим дозирования
Только медленно внутривенно капельно (струйно вводить нельзя!), 5 мг/кг, 1 раз каждые 14 дней. Необходимое количество препарата разводят до 100 мл стерильным 0.9 % раствором NaCl. Начальную дозу препарата вводят в течение 90 мин после химиотерапии, последующие дозы можно вводить до или после химиотерапии. При хорошей переносимости первой инфузии, второе введение можно проводить в течение 60 мин, все последующие инфузии можно проводить в течение 30 мин при условии хорошей переносимости второй инфузии.

## Побочные эффекты
При комбинированной терапии с иринотеканом + фторурацилом + лейковорином (ИФЛ) или фторурацилом + лейковорином.
Со стороны сердечно-сосудистой системы: повышение артериального давления, артериальная тромбоэмболия (в том числе инфаркт миокарда, инсульт, транзиторная ишемическая атака); тромбоз глубоких вен, хроническая сердечная недостаточность.
Со стороны органов кроветворения: лейкопения, нейтропения, анемия.
Со стороны пищеварительной системы: боль в животе, диарея, запоры, кровотечение из прямой кишки, стоматит, кровоточивость дёсен, перфорация желудочно-кишечного тракта.
Со стороны дыхательной системы: носовое кровотечение, одышка, ринит.
Со стороны кожных покровов: сухость кожи; эксфолиативный дерматит, изменение цвета кожи.
Со стороны нервной системы: извращение вкуса, анорексия, обморок, инсульт.
Со стороны органов чувств: нарушение зрения.
Местные реакции: боль в месте введения.
Прочие: астения, абсцесс, сепсис, повышение температуры тела, вагинальные кровотечения.
Лабораторные показатели: протеинурия, гипокалиемия, гиперкалиемия, гипонатриемия, гипофосфатемия, гипергликемия и повышение активности щелочной фосфатазы.
Отмечаются частые проблемы при офф-лейбл использовании высокотоксичного препарата бевацизумаба (Авастина) в качестве инъекций для глаз. Согласно данным Росздравнадзора, компания Ф. Хоффман — Ля Рош, производитель Авастина, располагает информацией о нежелательных явлениях (воспалительных заболеваниях, эндофтальмитах, симптомах затуманнености зрения, образования хлопьевидных помутнений в стекловидном теле), отмеченных в Канаде после инъекций Авастина в стекловидное тело в целях лечения глазных болезней у пациентов.
Компания-производитель, не занимаясь продвижением препарата в офтальмологии, тем не менее не принимает активных попыток остановить его использование. Хотя препарат и частично останавливает рост сосудов сетчатки, среди побочных эффектов отмечались увеличение риска целого ряда заболеваний.

### Передозировка
Симптомы: возможно усиление вышеперечисленных побочных явлений. При назначении бевацизумаба в максимальной дозе 20 мг/кг у нескольких пациентов отмечена мигрень тяжелой степени тяжести.
Лечение — симптоматическое. Специфического антидота нет.

## Взаимодействие
При комбинированной терапии бевацизумабом и ИФЛ отмечено повышение концентрации активного метаболита иринотекана SN38 на 33 %, по сравнению с терапией только ИФЛ (связь с приемом бевацизумаба не установлена). При комбинированной терапии бевацизумабом и ИФЛ отмечено небольшое увеличение частоты диареи и лейкопении (известные побочные эффекты иринотекана), а также более частая необходимость снижения дозы иринотекана. При развитии тяжёлой диареи, лейкопении или нейтропении во время комбинированной терапии с иринотеканом, необходима коррекция дозы последнего. Исследования лекарственного взаимодействия с др. противоопухолевыми лекарственными средствами не проводились, существующие данные позволяют предположить, что бевацизумаб не влияет на фармакокинетику 5-фторурацила, карбоплатина, паклитаксела и доксорубицина. Не отмечено увеличения частоты развития серьёзных кровотечений при сопутствующей терапии варфарином. Фармацевтически несовместим с растворами декстрозы.
На основе результатов опорного исследования III фазы GOG-0218FDA FDA (США) зарегистрировала показания к применению бевацизумаба в комбинации с карбоплатином и паклитакселом с последующим монолечением бевацизумабом для лечения женщин с III или IV стадией эпителиального рака яичников, рака фаллопиевых труб или первичного перитонеального рака после хирургической резекции. КИ показали, что у женщин, получавших бевацизумаб вместе с химиотерапией и продолжавших получать препарат в виде монотерапии, медиана выживаемости без прогрессирования составила 18,2 месяцев против 12 месяцев у тех, кто  получал только химиотерапию. Данное преимущество по показателю выживаемости было достигнуто при фиксированной длительности лечения (до 22 циклов бевацизумаба).